# Нижняя поджелудочно-двенадцатиперстная артерия
Нижняя поджелудочно-двенадцатиперстная артерия (также называемая нижняя панкреатодуоденальная артерия, лат. arteriae pancreaticoduodenales inferiores) — ветвь верхней брыжеечной артерии, кровоснабжающая головку поджелудочной железы, а также восходящую и нижнюю части двенадцатиперстной кишки.

## Топография
Нижняя поджелудочно-двенадцатиперстная артерия (НПДА) чаще всего ответвляется от верхней брыжеечной артерии (примерно в 70 % случаев), или первой по счёту тонкокишечной артерии (примерно в 30 % случаев). Длина основного ствола НПДА находится в пределах 0,1—2,5 см. Количество ветвей, идущих от НПДА к головке поджелудочной железы, вариабельно и зависит от формы органа. При линейной форме железы количество ветвей от 2 до 4, при L- и S- образной формах — от 2 до 6, при этом на передней поверхности железы находился в среднем от 2 до 4 ветвей, на задней — на 1—2 меньше. От места начала артерия, при наличии основного ствола, направляется вправо, параллельно верхней стенке горизонтальной части двенадцатиперстной кишки по нижнему краю головки поджелудочной железы и делится на переднюю и заднюю ветви (Нижняя передняя и нижняя задняя панкреатодуоденальные артерии), либо же разделяется непосредственно после отхождения от верхней брыжеечной артерии. Деление НПДА в большинстве случаев происходит, не доходя до левого края крючковидного отростка поджелудочной железы или на его уровне (примерно 80 %). В около 20 % случаев НПДА делится у правого края крючковидного отростка поджелудочной железы на уровне нижнего изгиба двенадцатиперстной кишки. Передняя ветвь НПДА от места отхождения направляется косо вниз и латерально, проходя между передне-нижним краем головки поджелудочной железы и верхней стенкой горизонтальной части двенадцатиперстной кишки примерно в 0,5 см от нее. После чего огибает головку поджелудочной железы и пересекает крючковидный отросток, поворачивает вверх, где анастомозирует с правой верхней поджелудочно-двенадцатипёрстной артерией, образовывали панкреатодуоденальную артериальную дугу на передней поверхности головки поджелудочной железы. После отхождения от основного ствола НПДА, ее задняя ветвь направляется вправо по задней стенке (примерно 40 % случаев) или по нижнему краю головки поджелудочной железы в виде дуги (около 60 % случаев), параллельно верхнему краю нижней горизонтальной части двенадцатиперстной кишки на расстоянии около 0,5 см от него. На границе средней и нижней третей нисходящей части двенадцатиперстной кишки задняя ветвь НПДА анастомозирует с задней верхней поджелудочно-двенадцатипёрстной артерией, образовывая панкреатодуоденальную сосудистую дугу, которая располагается на задней поверхности головки поджелудочной железы. Обе образованные анастомозами дуги отдают 9—12 мелких артерий к двенадцатиперстной кишке, что обеспечивает адекватное кровоснабжении кишки обеими дугами.

## Коллатеральное кровообращение
Передняя ветвь НПДА анастомозирует с правой верхней поджелудочно-двенадцатипёрстной артерией. Задняя ветвь НДПА анастомозирует с задней верхней поджелудочно-двенадцатипёрстной артерией.

## Вариативность
НПДА может ответвляться от первой тонкокишечной ветви верхней брыжеечной артерии, а не непосредственно от неё.
Нижняя передняя и нижняя задняя панкреатодуоденальные артерии могут ответвляться ответвляться от НПДА единым стволом, отдельными устьями, совместно с первой ветвью тощекишечной артерии от верхней брыжеечной артерии, от начального отдела средней ободочной артерии, селезёночной артерии, от чревного ствола, от нижней брыжеечной артерии.

## Аневризма
Аневризма НПДА встречается очень редко (около 2 % аневризм висцеральных артерий брюшной полости). Она может быть вызвана медицинским вмешательством, серьёзной травмой, панкреатитом, холециститом, васкулитом и другими инфекциями. Разрыв аневризмы вызывает боль в животе, а кровотечение приводит к гипотонии. Лечится с помощью открытой абдоминальной хирургии, либо с помощью эндоваскулярной хирургии.. Также может возникнуть псевдоаневризма.